# منتخب تايلاند للريشة الطائرة
منتخب تايلاند لتنس الريشة هو ممثل تايلاند الرسمي في المنافسات الدولية في كرة الريشة .